# جبل كيانخا

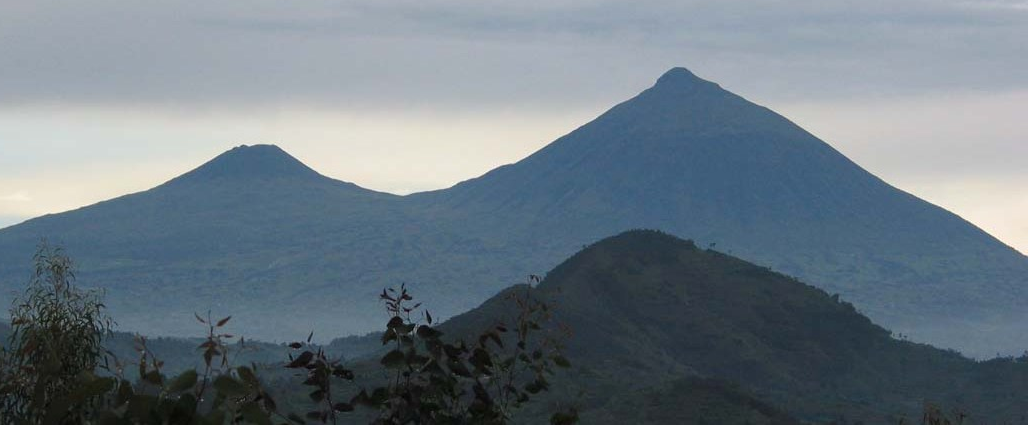
جبل كيانخا وجبل مهابورا على الحدود بين رواندا وأوغندا

جبل كيانخا هو بركان خامد / نائم في جبال فيرونجا على الحدود بين رواندا وأوغندا. ويقع بين جبل مهابورا وجبل سايبنو، وهو أصغرهم.

ويعرف جبل كيانخا عند المحليين بأنه (كومة صغيرة من الحجارة) ويوجد على قمته مستنقع كاليدرا (caldera) الذي يصل اتساعه إلى 180 متر. 

وقد سُمّيت الحديقة الوطنية للغوريلا Mgahinga على اسم البركان.

## الوصف
يصل ارتفاع الجبل إلي 3474 متر. وهو جزء من سلسلة مكونة من 8 جبال بركانية. وهذة السلسلة تمتد عبر أوغندا ورواندا وجمهورية الكونغو الديمقراطية.

وتوجد عليه العديد من النباتات الأفرو_جبلية والخيزران مثله مثل جبل مهابورا وجبل سايبنو. وتعتبر غابات الخيزران هي موطن للغوريلا الجبلية المعرضة للانقراض.